# Chiconquiauitl
Chiconquiauitl o Chiconquiauhtzin fue un tlatoani (gobernante, rey) del altépetl (ciudad-estado) prehispánico de Azcapotzalco en el Valle de México.
Probablemente era hijo del tlatoani Matlacohuatl y de su esposa Cuitlachtepetl.
Gobernó desde 1222 hasta 1248 y se casó con la princesa Xicomoyahual. Su hijo fue posiblemente su sucesor, Tezcapoctli.
En el Códice García Granados se delinea el linaje de Azcapotzalco (sin fechas) en el siguiente orden: Matlacohuatl (Maxtlacozcatl), Chiconquiauitl (Chiconquiauhtzin), Tezcapoctzin (Tezcapoctli), Tehuehuactzin, Micacalcatl, Xiuhtlatonac, Acolnahuacatl (Acolhuatzin) y Tezozomoc.